# Shringar Nagaraj
Gangolli Ramashet Nagaraj (16 de julio de 1939 - 16 de julio de 2013), conocido popularmente en la industria del cine por el nombre de Shringar Nagaraj, es un actor kannada, camarógrafo y productor de la primera película muda de la India - Pushpaka Vimana - ganadora de la Medalla de Oro del Presidente.
Le fue otorgado el Kannada Rajyotsava, el Premio Filmfare, el premio del Festival Internacional de Cine de Houston, entre otros.

## Biografía
Nacido en Bangalore el 16 de julio de 1939. Fue Licenciado en comercio por MES College en Malleswaram y Licenciado en Derecho por Government Law College. Él tiene dos hijos y dos hijas -Ramkumar, actor de cine y el hijo-en-ley de Rajkumar, y Pranam que es bendecido con visiones psíquicas.
Renunció a su profesión tradicional de joyas de oro con la imposición de la Ley de Control de oro y tomó la fotografía - Su talento creativo le hizo un fotógrafo muy conocido en Bangalore. Era popular entre las celebridades de la industria cinematográfica como fotógrafo y un camarógrafo que lo llevó a tomar la actuación en el cine.

## Premios
- Kannada Rajyotsava en 1999.
- Filmfare Awards en 1989.
- Screen Award.